# پارک شبه‌ملی کیوتو تامبا کوگن
پارک شبه‌ملی کیوتو تامبا کوگن (به لاتین: Kyoto Tamba Kogen Quasi-National Park) یک منطقهٔ مسکونی در ژاپن است که در استان کیوتو واقع شده‌است.